# Голосование
Голосова́ние — способ принятия решения (выбор) группой людей (собранием, электоратом), при котором общее мнение формулируется путём подсчёта голосов членов группы (собрания, электората).
Голосование путём опускания шаров в ящик — Баллотировка. Голосованию обычно предшествует обсуждение. Альтернативными формами принятия решения являются выработка консенсуса или жеребьёвка. При оценке результатов голосования подсчитываются голоса. Во многих видах голосования каждый участник имеет один голос; однако возможны и другие варианты. В демократической системе как правило голосование проводится при выборе на высшие государственные должности, то есть высших государственных должностных лиц и при принятии решений, касающихся государства (референдум), общества и сообщества. Недемократическое голосование может быть в форме представления одного кандидата (безальтернативные выборы) или фальсификаций итогов самим сообществом, обществом и государством.

## Виды голосования
Голосование, в зависимости от законодательной системы и режима в государстве или членов собрания, может быть открытым (посредством вставания, поднятия руки и тому подобное) или закрытым или тайным (записками или шарами), простым, поимённым, квалифицированным, всеобщим или представительным. При открытом голосовании не скрывается, как проголосовал тот или иной участник. При тайном голосовании, наоборот, принимаются меры, чтобы эта информация была недоступна. Тем самым исключается возможность какого-либо контроля за волеизъявлением избирателя или давления на него. Это необходимо для защиты проголосовавших «неправильно» от преследования. С другой стороны, тайное голосование невозможно верифицировать после проведения, что приводит к манипуляциям на выборах и фальсификациям результатов голосования.
Открытое голосование разнообразно в способах — от собрания участников в помещении или на открытом воздухе до голосования с использованием интернета. При простом открытом голосовании информация о том, как и кто проголосовал, остаётся среди участников голосования, а для лиц, не входящих в круг голосовавших, публикуются только результаты — в отличие от поименного открытого голосования, когда информация о том, как и кто голосовал становится доступной более широкому кругу лиц.
Проведение тайного голосования требует специальных помещений и приспособлений (например, избирательный участок, оборудованный кабинками для заполнения бюллетеня и урнами для голосования).
В большинстве стран принятие участия в голосовании на выборах — личное дело каждого. Существуют, однако, страны с обязательным голосованием, в которых, в целях борьбы с абсентеизмом, голосование на выборах — юридическая обязанность граждан. Наказание за неисполнение которой, в зависимости от законодательства, может как отсутствовать, так и повлечь за собой санкции — штрафы, публикование списков непроголосовавших и др. Лица, для которых голосование обязательно, устанавливаются в зависимости от возраста, пола и грамотности.

## Способы голосования
- В гладиаторских боях зрители использовали жестикуляцию, чтобы проголосовать, оставить ли жить проигравшего гладиатора. Отогнутый большой палец, символизирующий вынутый из ножен меч, означал смерть, сжатый же в кулак означал жизнь.
- Бюллетени используются в большинстве стран мира на официальных выборах и референдумах.
- Электронное голосование охватывает как электронные средства голосования (электронная демократия), так и технические электронные средства подсчёта голосов.
  - SMS-голосование используется в различных интерактивных программах, играх, опросах. Стоимость зависит от оператора мобильной связи и от условий самого голосования.
  - Интернет-голосование применяется в различных официальных и неофициальных опросах. Впервые использовано в Эстонии на парламентских выборах: возможность проголосовать по Сети использовали 3 % граждан Эстонии.

## Методы подсчёта
Итоговый результат подводится согласно набранным голосам. Могут применяться различные методы.

## Большинство в избирательном праве[5]
Большинство — понятие конституционного права, используемое при проведении различных форм голосования. В избирательном праве принято различать абсолютное, простое, относительное и квалифицированное.
Абсолютным считается большинство, составляющее более 50% голосов от общего числа избирателей, или депутатов, установленного Конституцией или законами. То есть общее число — конституционное число.
Простое большинство представляет собой набор кандидатом превышение половины голосов избирателей, принимающих участие в голосовании. Как правило, состоявшимися считаются выборы, когда в голосовании приняло участие более половины лиц, внесённых в избирательные списки. В результате «простое большинство» в таком случае означает, что избранный получил 25% и плюс один голос от общего числа избирателей. Такое правило действует, например, при выборах президентов. Второе значение обозначает принятие решения большинством голосов присутствующих на заседании или даже большинством голосов принявших участие в голосовании. В основном, такая форма принятия решений применяется при обсуждении процедурных вопросов.
Относительным большинством считается число голосов победившего кандидата, за которого проголосовало больше избирателей, чем за соперника. Здесь действует принцип относительности, отсюда и название. Такой принцип применяется при выборе депутатов по территориальным избирательным округам. Неважно, на сколько больше голосов получил победитель, важно, что больше, чем его соперники. Выборы могут считаться несостоявшимися в том случае, когда менее 25% избирателей приняло участие в голосовании. Метод относительно большинства используется при определении путём голосования предпочтения одного из предложенных вариантов разрешения обсуждаемого вопроса.
Квалифицированным считается большинство, когда кандидат избирается самым высоким числом избирателей, отдавших за него свои голоса, например, 2/3, ¾, от общего числа избирателей или числа избирателей, участвовавших в голосовании.  

## Голосование в представительных органах
Известны различные способы голосования в представительных органах. Эти способы можно подразделить на проводимые путём тайной и открытой (публичной) подачи голоса. Часто тайное голосование применяется при назначении должностных лиц представительного органа и других лиц, которых он уполномочен назначать. Обычно такое голосование проводится путем вкладывания бюллетеня с именем кандидата или другим решением в конверт, который затем опускается в урну. 
Большинство голосований в представительных органах, однако, являются публичными, что позволяет знать позицию голосующего. Способы публичного голосования, в свою очередь, можно подразделить на анонимные и именные. 
К первым относится голосование голосом, поднятием руки, вставанием и разделением на несколько групп. Голосование голосом (аккламация), когда члены представительного органа по призыву председательствующего выкрикивают своё решение (одобрение или неодобрение), чаще всего применяется, когда существует уверенность в единодушном или почти единодушном принятии решения. Голосование поднятием рук — более сложная процедура, которая позволяет счётчикам точнее подсчитать голоса. Голосование вставанием обеспечивает большую достоверность в результатах и часто используется как средство контроля за голосованием голосом или поднятием рук. Если трудно подсчитать результаты голосования вставанием, то возможен более сложный порядок — разделение членов представительного органа на группы; они выходят из зала заседания и при выходе или после него производится подсчёт. Возможны также, и применялись в прошлом, анонимные публичные голосования с применением шаров или жетонов разного цвета.
Именные публичные голосования могут проводиться одним из следующих способов: 1) путём деления парламентариев на группы, которые в разных местах зала заседаний или в прилегающих помещениях поименно фиксируются секретарями. Этот способ применяется в Великобритании и в странах, воспринявших ее парламентскую систему; 2) путём голосования по именному призыву. При упоминании своего имени член представительного органа произносит «да», «нет» или «воздержался», его решение фиксируется; 3) голосование с помощью электронных средств, при котором голосующие нажимают на соответствующие кнопки, а результаты голосования суммируются компьютером и показываются на экране в зале заседаний. Затем результаты голосования с именами голосовавших и их позицией распечатываются и доводятся во всеобщего сведения; 4) голосование именными бюллетенями.
С вопросом голосования связан институт делегирования права голоса, который применяется в некоторых случаях.

## Критика
Решение, основанное на мнении большинства, уменьшает причастность каждого участника группы к принятому решению. Оказавшиеся в меньшинстве в меньшей степени ощущают свои обязательства в соответствии с решением, принятым большинством, и даже голосовавшие вместе с большинством могут ощущать меньшую ответственность за ультимативное решение. Результатом такой «редуцированной причастности» становится меньшая готовность защищать решение и действовать в соответствии с ним.
Также, приводятся следующие доводы:
- голосование направлено скорее на соперничество, чем на сотрудничество;
- принятие решения основано на дихотомии выигравшие/проигравшие, без учёта возможности компромисса или другого решения;
- критерий большинства часто представляется не полномочным и отчуждённым, вынуждающим меньшинство подчиниться;
- сторонники консенсуса утверждают, что такая «тирания большинства» нарушает сплочённость сообщества, способствует расколу и снижает его эффективность.